# Ото фон Хорстмар
Ото фон Хорстмар (на немски: Otto von Horstmar; † сл. 1255) е господар на Хорстмар в Северен Рейн-Вестфалия.
Той е син на Вилхелм? фон Хорстмар († сл. 1199) и внук на Викболд фон Хорстмар († сл. 1189). Правнук е на Бернхард фон Хорстмар († сл. 1163) и Рикардис.

## Фамилия
Ото фон Хорстмар се жени пр. 22 септември 1234 г. за Аделхайд фон Ахауз († сл. 1278), наследничка на Ахауз, дъщеря на Годфрид фон Ахауз († 1226/1233). Те имат две деца:
- Беатрикс фон Хорстмар († 24 септември 1277, погребана в манастир Мариенфелд), омъжена ок. 1250 г. за граф Фридрих I фон Ритберг († 5 юли 1282), родители на:
  - Ото († 1308), княжески епископ на Мюнстер (1301 – 1306)
- Бернхард фон Хорстмар-Ахауз († сл. 5 юли 1308), рицар, женен за София фон Лон († 24 юни 1291), дъщеря на граф Херман I фон Лон († 1251) и Еуфемия фон Коеверден († сл. 1250), родители на:
  - Ото II фон Хорстмар-Ахауз-Отенщайн († 23 април 1323/9 май 1325), граф на Ахауз и Отенщайн
  - Йохан фон Ахауз, господар на Ахауз († сл. 1323)
  - Юта ван Ахауз († 1303), омъжена пр. 12 февруари 1275 г. за Херман IV ван Мюнстер, господар на Брокхоф († 1297).